# Nokia Networks
Nokia Networks är ett globalt telekommunikationsföretag med huvudkontor i Esbo i Huvudstadsregionen i Finland. Företaget är helägt av Nokia och bildades ursprungligen genom en fusion av Siemens AGs COM-division och Nokias Network Business Group och fick då namnet Nokia Siemens Networks (NSN), som senare ändrades till Nokia Solutions and Networks (NSN) efter att Nokia blev ensam ägare. Företaget bedriver verksamhet i alla större regioner i världen och benämns efter 29 april 2014 som Nokia Networks.
Företaget presenterades den 19 juni 2006 och påbörjade sin verksamhet den 1 april 2007 . Då de sammanslagna divisionerna under 2006 hade sammanlagda (pro forma-) intäkter på mer än 17 miljarder euro, så förutspås det nya företaget bli en av världens största tillverkare av telekommunikationsutrustning.
Till Nokia Siemens Networks förste verkställande direktör (CEO) valdes Simon Beresford-Wylie,  vicepresident och administrativ chef för Nokia. Peter Schönhofer, ekonomichef (CFO) för Siemens i Österrike, valdes till samma position i Nokia Siemens Networks. Styrelseordförande var Olli-Pekka Kallasvuo, verkställande direktör för Nokia och vice styrelseordförande är Siemens verkställande direktör Klaus Kleinfeld.